# Чамбарак
Чамбарак (јерм. Ճամբարակ) је град у Јерменији и један од пет градских и регионалних центара у марзу Гехаркуник. Налази се на реци Гетик, источно од језера Севан и недалеко од границе са Азербејџаном, на удаљености око 125 км североисточно од Јеревана. 
Град је основала група руских старовераца под именом Михајловка, негде између 1835—40. године. Насеље је 1920. преименовано у Кармир Гух (јерм. Կարմիր գյուղ) или „црвено село“ да би поново 1972. његово име било русификовано у Красносељск. Данашње име датира од 1991. године и стицања независности Јерменије. 
У граду је 2010. живело 6.730 становника. Основу популације чине Јермени и мањи број Руса, потомака првобитних досељеника.
У граду се налази неколико хачкара из XIII века. 